# Dois velhos comendo sopa

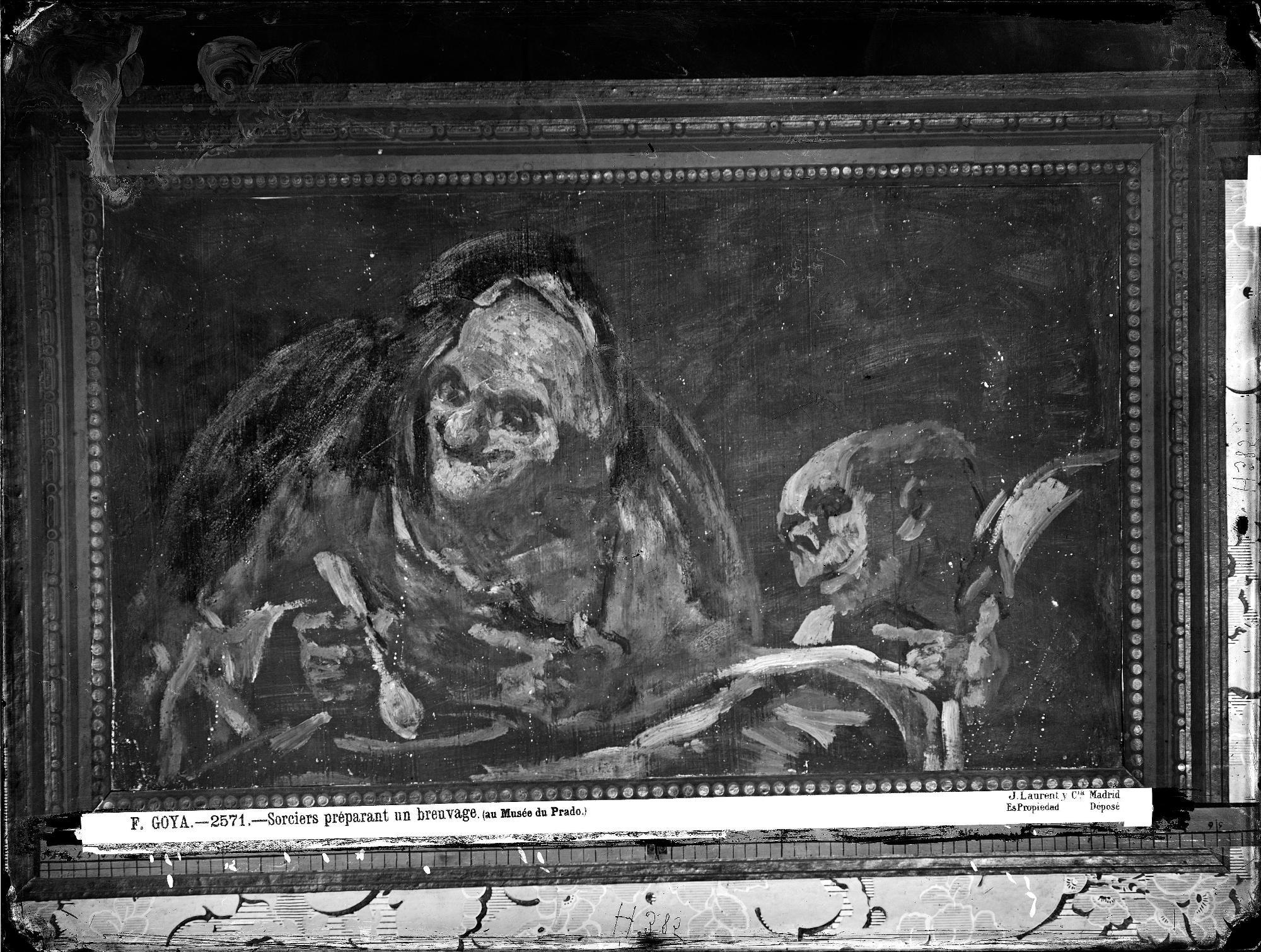
A pintura original sobre o muro da Quinta de Goya, em 1874 por Jean Laurent (fotógrafo).

Dois velhos comendo sopa é uma das Pinturas negras que fizeram parte da decoração dos muros da casa —chamada a Quinta del Sordo— que Francisco de Goya adquiriu em 1819. Esta obra ocupava provavelmente (pelo formato que tem) o espaço da sobreporta do piso térreo da casa.
O quadro, com o restante das Pinturas negras, foi trasladado de reboco para tela entre 1874 e 1878 por Salvador Martínez Cubells, por encomenda do barão Émile d'Erlanger, um banqueiro francês, nascido na Alemanha, que visava vendê-los na Exposição Universal de Paris de 1878. Contudo, as obras não atraíram compradores e ele próprio doou-as, em 1881, ao Museu do Prado, onde são expostas na atualidade.
No quadro aparecem dois personagens anciãos, quer homens quer mulheres. O da esquerda, com lenço branco, desenha uma careta com a sua boca, possivelmente pela falta de dentes. O outro personagem contrasta vivamente com ele: de rosto de cadáver, os seus olhos são dois ocos pretos, e a sua cabeça tem em geral o aspecto de uma caveira.
As pinceladas estão aplicadas de modo muito livre, decidido e rápido. São broxadas cheias, com muita pasta de pintura, as que definem os dedos artríticos ou a colher. Também há um amplo uso da técnica da aplicação de pigmento com espátula.
Como em todas as Pinturas negras, a gama cromática reduz-se a ocres, terras, grises e pretos. O quadro é um expoente das características que o século XX considerou como precursoras do expressionismo pictórico.